# Dżiblaja
Dżiblaja – wieś w Syrii, w muhafazie Hims. W 2004 roku liczyła 618 mieszkańców.